# Andō Kensuke
Pour les articles homonymes, voir Ando.
Andō Kensuke (安藤 謙介, Andō Kensuke), né le 29 janvier 1854 à Hane (ja), dans la province de Tosa, et mort le 30 juillet 1924 à Tokyo, est un procureur, fonctionnaire et homme politique japonais, successivement gouverneur des préfectures de Toyama, Chiba, Ehime, Nagasaki et de Niigata, puis successivement maire des villes de Yokohama et de Kyoto, ainsi que membre de la Chambre des représentants.

## Biographie
Andō Kensuke naît Yasuoka Jintarō (安岡 仁太郎) ou Kensuke (謙助, différents kanji), le 1er jour du 1er mois de la 7e année de l'ère Kaei dans le village de Hane (ja), district d'Aki, province de Tosa. Il est le fils aîné du samouraï du domaine de Tosa Andō Tsunesaburō (安藤 常三郎). Il effectue ses études secondaires à Tano Gakuin (田野学館), puis au Chidōkan, l'école du domaine de Tosa. En 1873, à l'âge de 19 ans, il déménage à Tokyo pour étudier à l'école des langues étrangères de Nicolas du Japon, avant de changer à l'Université des études étrangères de Tokyo pour faire des études sur la langue russe. Il étudie également la langue française sous le penseur Chōmin Nakae.
En avril 1876, à la recommandation de Katsu Kaishū, il interne au ministère des Affaires étrangères en tant qu'apprenti au consulat du Japon à Korsakov sur l'île de Sakhaline, alors sous contrôle de l'Empire russe. En 1878, il devient secrétaire à la légation japonaise à Saint-Pétersbourg et étudie le droit et droit administratif à l'Université d'État de Saint-Pétersbourg,. En 1882, il devient professeur de langue japonaise à cette dernière.
Andō retourne au Japon en 1885 et est transféré au ministère de la Justice, avant d'être promu procureur en juillet 1887. Il commence par servir à la cour d'appel de Nagoya, puis au tribunal de première instance de Gifu. Il sert par la suite en tant que procureur général des tribunaux de district (ja) de Maebashi, Kumamoto et Yokohama,. En 1895, alors qu'il est procureur général de Yokohama, la reine Min est assassinée par des militaires japonais, et Andō est envoyé en Corée pour enquêter. En avril 1896, dans le second gouvernement Itō (ja), il est nommé gouverneur de la préfecture de Toyama (ja), avant d'être démis de ses fonctions en avril 1897. En janvier 1898, après la formation du troisième gouvernement Itō (ja), il devient gouverneur de la préfecture de Chiba (ja) et son mandat prend fin lors de la formation du premier gouvernement Ōkuma (ja) en août de la même année. Il occupe par la suite des postes administratifs comme président de la Société d'assurances-incendie Narita (成田火災保険会社) et président de la Mine de charbon d'Ueda (植田無烟炭鉱) à Tokyo,. En mars 1903, il se présente en tant que candidat indépendant aux élections législatives pour la circonscription de Takaoka dans la préfecture de Toyama et est élu à la Chambre des représentants,.
Le 17 novembre 1904, il est nommé gouverneur de la préfecture d'Ehime (ja), remplaçant Sugai Masami, qui avait été placé en congé. Sa nomination, qui s'inscrit en pleine guerre russo-japonaise, aurait été à la recommandation de Yoshikawa Akimasa, dû à sa connaissance du russe. Un camp de prisonniers de guerre russes avait été construit à Matsuyama. Il garde son poste même après la formation du premier gouvernement Saionji (en) en janvier 1906 à la recommandation de ses collègues Matsuda Masahisa (ja), ministre des Finances, et Hara Takashi, ministre de l'Intérieur. Son mandat est critiqué par le Parti progressiste d'Ehime (愛媛進歩党) dû à son rapprochement avec les membres du Seiyūkai. Secrètement avec le Seiyūkai, qui tient une majorité des sièges de l'assemblée préfectorale, il ferme l'hôpital préfectoral de Matsuyama (県立松山病院) et en liquide les biens. Il les réutilise pour la construction du port de Mitsuhama (ja) et d'autres projets d'infrastructure, dans une tentative d'étendre l'influence du Seiyūkai. Les coûts de construction exorbitants du port sont découverts et il est ainsi suspendu le 30 juillet 1909 pour sa partialité envers le Seiyūkai, et est arrêté par Takio Izawa,. 
Il fonde alors la Compagnie des pêcheries Hankai (韓海漁業会社) et en devient son président,. En septembre 1911, il est choisi de nouveau dans le second gouvernement Saionji (en) en tant que gouverneur de la préfecture de Nagasaki (ja), même s'il avait été précédemment suspendu lorsqu'il était gouverneur d'Ehime. Hara Takashi cite que « même s'il avait collaboré avec le Seiyūkai, mais son mandat n'avait pas été mauvais et qu'il n'en est pas pour autant une mauvaise personne ». Il reste gouverneur de Nagasaki jusqu'en décembre 1912. En septembre 1913, Andō prend le poste de gouverneur de la préfecture de Niigata (ja), poste qu'il garde jusqu'en avril 1914, où il prend sa retraite de la politique provinciale. Ses mandats avaient été terminés à chaque changement de gouvernement dû à son passé avec le Seiyūkai. En juillet de la même année, il est élu maire de Yokohama et exerce son mandat complet de quatre ans. Après la démission d'Ōno Morika au poste de maire de Kyoto en mai 1918, une élection municipale est organisée et Andō Kensuke est choisi, ayant récolté le plus de voix parmi les trois candidats. Il est maire de Kyoto jusqu'en décembre 1920.
Il meurt le 30 juillet 1924 à Tokyo à l'âge de 70 ans,,.
Il épouse Kiku, fille ainée de Kasuya Arichika (粕谷 有隣) de la préfecture de Kanagawa. Il adopte le fils aîné de Matsuoka Gin'nosuke (松岡 銀之助), qu'il nomme Kenji (謙治), et la fille aînée de Kasuya Terusaburō (粕谷 暉三郞), qu'il nommé Fumi (富美).

## Résultats électoraux
| Suffrages exprimés | Suffrages exprimés          | Suffrages exprimés | 227       |             |  |  |
|                    |                             |                    |           |             |  |  |
|                    | Candidat                    | Parti              | Suffrages | Pourcentage |  |  |
|                    | Toriyama Keijirō (ja) (élu) | Rikken Seiyūkai    | 189       | 83,26 %     |  |  |
|                    | Ōhashi Jūemon (ja)          | Kensei Hontō       | 20        | 8,81 %      |  |  |
|                    | Andō Kensuke (sortant)      | Chūsei Club (en)   | 18        | 7,93 %      |  |  |

| Suffrages exprimés | Suffrages exprimés    | Suffrages exprimés | 267       |             |  |  |
|                    |                       |                    |           |             |  |  |
|                    | Candidat              | Parti              | Suffrages | Pourcentage |  |  |
|                    | Andō Kensuke (élu)    | Indépendant        | 107       | 40,07 %     |  |  |
|                    | Ikada Jinkichi (ja)   | Rikken Seiyūkai    | 99        | 37,08 %     |  |  |
|                    | Toriyama Keijirō (ja) | Rikken Seiyūkai    | 61        | 22,85 %     |  |  |

## Distinctions
- Ordre du Trésor sacré, quatrième classe le 25 décembre 1896[10], troisième classe le 1er avril 1906[11]
- Médaille militaire de la Guerre de 1904-1905[12]
- Membre de la Cour du Japon (ja), 4e rang supérieur le 21 mai 1909[13]